# Башкирское народное творчество (книжная серия)
«Башки́рское наро́дное тво́рчество» (баш. «Башҡорт халыҡ ижады») — 
многотомное систематизированное научное издание образцов башкирского фольклора.

## История
Первое издание в трёх томах выпущено в 1954—1959 годах на башкирском языке. Первый том включал народные сказания (эпосы), кубаиры, баиты, песни, пословицы и др. Во второй том вошли народные сказки и анекдоты, а в третий том — фольклор советского времени.
В дальнейшем подготовлено новое издание в 18 книгах,  опубликованное в 1972—1985 гг. в Башкирском книжном издательстве; в  переиздании с 1987 года. В Институте истории, языка и литературы Башкирского филиала АН СССР в 1972—1975 гг. научной работой над данной серией руководил А. И. Харисов, а 1975—1985 гг. — Г. Б. Хусаинов и К. Мэргэн.
В первых трёх книгах, под общим жанровым обозначением «Эпос», были представлены эпические произведения («Урал-батыр», «Акбузат», «Заятуляк и Хыухылу» и другие). «Сказки» включали 5 книг: о животных и волшебные, волшебно-героические, богатырские, социально-бытовые, сатирические. Жанр «Песни» был представлен в трёх книгах: эпические и лирико-эпические, такмаки обрядовые, песни и наигрыши. Остальные жанры были представлены отдельными книгами — «Баиты», «Предания, легенды», «Загадки», «Пословицы, поговорки», «Анекдоты». Современный фольклор был издан в двух книгах: «Баиты, песни, такмаки», «Сказки, предания, устные рассказы, творчество сэсэнов».
Учёные, внесшие наибольший вклад в составление и подготовку издания, были удостоены премии имени Салавата Юлаева 1987 года: Ахнаф Харисов, Нур Зарипов, Лев Бараг, Фануза Надршина, Мухтар Сагитов, Ахмет Сулейманов. В 1977 году на премию выдвигался и Марат Мингажетдинов.
С 1987 года по 2010 годы издаётся свод «Башкирское народное творчество» в переводе на русский язык. Всего издательством «Китап» было выпущено 12 томов. Каждый том состоит из следующих отдельных жанров: «Эпос», «Предания и легенды», «Богатырские сказки», «Волшебные сказки и сказки о животных», «Бытовые сказки», «Шуточные сказки и анекдоты», «Пословицы, поговорки, приметы и загадки», «Песни (дооктябрьский период)», «Песни советского периода», «Исторический эпос», «Баиты», «Обрядовый фольклор».
С 1995 года в Институте истории, языка и литературы Уфимского научного центра РАН, под научным руководством А. М. Сулейманова, начинает издаваться новый сборник — «Башкирское народное творчество», с дополнениями и изменениями. Ныне изданы 13 томов на башкирском языке, всего планируется издать 36 томов.